# كيل أوبراين
كيل أوبراين (بالإنجليزية: Keil O'Brien)‏ هو لاعب كرة قدم بريطاني في مركز الدفاع، ولد في 20 ديسمبر 1990 في ستوك بورت في المملكة المتحدة. لعب مع نادي بوري ونادي تشورلي.

## وصلات خارجية
- كيل أوبراين على موقع قاعدة بيانات كرة القدم.إي يو (الإنجليزية)
- كيل أوبراين على موقع Soccerbase.com (لاعب) (الإنجليزية)
- كيل أوبراين على موقع Soccerway.com (الإنجليزية)